# Colastes pubescens
Colastes pubescens är en stekelart som beskrevs av Sergey A. Belokobylskij 1986. Colastes pubescens ingår i släktet Colastes och familjen bracksteklar. Inga underarter finns listade i Catalogue of Life.